# Anne Åkerblom
Anne Carita Åkerblom, née le 15 octobre 1960 à Helsinki, est une judokate finlandaise. 

## Carrière
Anne Åkerblom concourt dans la catégorie des plus de 72 kg.
Aux Championnats d'Europe féminins de judo 1985 à Landskrona et aux Championnats d'Europe de judo 1989 à Helsinki, elle remporte la médaille d'argent dans sa catégorie.